# Ravilja Agletdinova
Ravilja Afganovna Agletdinova, coniugata Kotovič (in russo Равиля Афгановна Аглетдинова-Котович?; 10 febbraio 1960 – 25 giugno 1999), è stata una mezzofondista bielorussa, fino al 1991 sovietica.
Morì in un incidente stradale, lasciando una figlia.

## Palmarès[1]

### Europei
- 1 medaglia:
  - 1 oro (Stoccarda 1986 nei 1500 m piani)

### Coppa del mondo
- 1 medaglia:
  - 1 argento (Canberra 1985 nei 1500 m piani)

### Giochi dell'Amicizia
- 1 medaglia:
  - 1 argento (Mosca 1984 nei 1500 m piani)

### Goodwill Games
- 1 medaglia:
  - 1 argento (Mosca 1986 nei 1500 m piani)

## Altre competizioni internazionali
1985
- Coppa Europa di atletica leggera ( Mosca)